# Frydek
Frydek is een plaats in het Poolse district  Pszczyński, woiwodschap Silezië. De plaats maakt deel uit van de gemeente Miedźna en telt 1020 inwoners.